# Vresje, Pokrče
Vresje (nemško Haidach) je naselje v Občini Pokrče v Okraju Celovec-dežela na Koroškem v Avstriji.